# 346
346 (CCCXLVI) fue un año común comenzado en miércoles del calendario juliano, en vigor en aquella fecha.
En el Imperio romano, el año fue nombrado como el del consulado de Constancio y Claudio, o menos comúnmente, como el 1099 Ab urbe condita, adquiriendo su denominación como 346 a principios de la Edad Media, al establecerse el anno Domini.

## Acontecimientos
- En Corea, las tribus puyo son absorbidas por los koguryŏ.
- Atanasio es restaurado como patriarca de Alejandría.
- Ulfilas convierte a los visigodos al arrianismo.

## Nacimientos
- Teodosio I el Grande